# Ямасита, Харуно
Харуно Ямасита (яп. 山下ハルノ; 19 февраля 1905 – предположительно сентябрь 2019 года) — японская супердолгожительница, чей возраст подтверждён Геронтологической исследовательской группой (GRG). До 20 декабря 2022 года входила в топ 100 старейших людей в мировой истории.

## Биография
Харуно Ямасита родилась 19 февраля 1905 года в Японии. Она проживала в Куруме, префектура Фукуока, Япония. Она была вторым старейшим человеком в префектуре Фукуока, после Канэ Танаки, которая также являлась самым старым живущим человеком в мире.
В июне 2019 года Харуно Ямасита вошла в список 100 самых старых людей в истории.
В последний раз информация о том, что Харуно Ямасита жива, поступала 1 сентября 2019 года. К тому времени ей было 114 лет и 194 дня.
В октябре 2019 года Харуно Ямасита была внесена Геронтологической исследовательской группой в список Лимбо (случаи, когда последнее подтверждение о том, что долгожитель был жив, было больше года назад, а также случаи внезапного исчезновения из регулярных списков супердолгожителей, публикуемых органами власти).